# Norbert Poehlke
Norbert Poehlke, llamado el Asesino del martillo (15 de septiembre de 1951 - 22 de octubre de 1985) fue un asesino en serie y policía alemán, que fue el protagonista de diferentes atracos y asesinatos. 

## Los crímenes
La primera prueba que tenemos de los asesinatos de Poehlke lo encontramos el 3 de mayo de 1984, cuando la policía halló en una zona de descanso de la autopista cercana a Marbach a Siegfried Pfitzer, de 47 años, muerto por un disparo en la cabeza. Su coche fue encontrado medio kilómetro más adelante de donde se había encontrado el cuerpo. Las fuerzas policiales relacionaron el vehículo al robo de un banco en Erbstetten ese mismo día. El asesino había utilizado un martillo para romper la ventana del conductor. 
La siguiente víctima del asesino del martillo, la hallamos el 21 de diciembre, cuando Eugene Wethey de 37 años fue asesinado a causa de un disparo en un área de descanso cerca de Grossbottwar. Una semana después, el coche de Wethey fue utilizado para cometer un robo en un banco en Cleebronn por un hombre que llevaba un martillo en el momento del crimen. 
EL 22 de julio de 1985, se encontraría un tercer caso muy parecido a los dos anteriores. Wilfried Scheider, de 26 años, fue asesinado en un párking de Beilstein-Schmidhausen. Fue disparado con una Walther P5, una pistola muy utilizada por el cuerpo de policía. Las fuerzas policiales no se sorprendieron cuando ese mismo día fue atracado un banco en Spiegelberg. 

## Siguiendo la pista
La pista que siguieron a Poehlke como principal sospechoso llegó casi por casualidad. El 29 de septiembre de 1985, mientras se realizaba una actuación rutinaria por un aviso por un posible artefacto explosivo en la estación de trenes de Ludwigsburg, el cuerpo antiterrorista de la policía alemana encontró un uniforme de un agente en una de las consignas. El traje era del Inspector Jefe Norbert Poehlke, un veterano oficial con 14 años de servicio en Stuttgart. Cuando fue interrogado, Poehlke explicó que lo había dejado allí porque necesitaba cambiarse rápidamente para ir al funeral de un pariente. A pesar de que descubrieron la muerte de una de sus hijas por cáncer en 1984, la policía no fue capaz de hallar más muertes recientes de familiares de Poehlke. Además, el tratamiento de su hija dejó una deuda a Poelhke que ascendía al equivalente de  30.000 Euros. Las autoridades tuvieron ciertas motivos para vigilar de cerca de Poelhke: una deuda económica (que justificaría el robo a bancos), una actitud violenta impredecible explicada por sus compañeros y, para acabarlo de redondear, Poehlke pidió la baja por enfermedad el 14 de octubre de 1985.
Pero la investigación fue más allá. La policía pidió permiso para interrogar a Poehlke acerca de su paradero en el momento de los asesinatos y los robos. Al no obtener respuestas satisfactorias, las fuerzas de justicia obtuvieron una orden de registro para entrar en su casa. Allí encontraron a su mujer y a su hijo Adrian, muertos por heridas de bala. 
Tres días después, el 23 de octubre Poehlke y su tercer hijo, Gabriel, fueron hallados muertos en un coche cerca de Brindisi, Italia. Supuestamente, el agente de policía mató a su hijo antes de suicidarse. La pistola de Poehlke fue identificada como la causante de todos los asesinatos por lo que se dio por cerrado el caso.